# SS Stephen Hopkins
Le SS Stephen Hopkins est un Liberty ship de la United States Merchant Marine qui servit lors de la Seconde Guerre mondiale. Il fut le premier navire américain à couler un navire allemand de surface pendant la guerre.
Il fut nommé ainsi en l'honneur de Stephen Hopkins, un des signataires de la Déclaration d'indépendance des États-Unis. 
Le 27 septembre 1942, en route du Cap pour la Guyane néerlandaise, il rencontre le raider allemand Stier (HSK 6) (taureau en allemand). En raison du brouillard, les bateaux étaient à seulement 3 kilomètres de distance lorsqu'ils se sont aperçus. Alors qu'on lui ordonne de s'arrêter, le Stephen Hopkins refuse. C'est alors que le Stier ouvre le feu. Bien que fortement touché, l'équipage du Hopkins bat en retraite, puis continue les combats. Le Stephen Hopkins coule à 10 h. Le Stier, trop endommagé pour continuer, est sabordé par son équipage. La plupart des membres de l'équipage du Hopkins sont morts, dont le capitaine Paul Buck. Les survivants ont dérivé pendant un mois sur un bateau de sauvetage avant d'atteindre les côtes du Brésil.
Les Liberty ship SS Paul Buck, SS Edwin Joseph O'Hara et SS Richard Moczkowski, ainsi que le destroyer USS Kenneth M. Willett (DE-354) ont été baptisés en l'honneur de l'équipage, et le SS Stephen Hopkins II' en l'honneur du bateau lui-même.

## Source
- (en) Cet article est partiellement ou en totalité issu de l’article de Wikipédia en anglais intitulé « SS Stephen Hopkins » (voir la liste des auteurs).